# L'Étang-Salé
 L'Étang-Salé, también llamada Étang-Salé, es una comuna francesa situada en el departamento de Reunión, de la región de Reunión. 
El gentilicio francés de sus habitantes es Étang-Saléens o les Dominicains.

## Situación
La comuna está situada en el suroeste de la isla de Reunión.

## Toponimia
Debe su nombre a un antiguo estanque salado (étang salé en francés), ya desaparecido, que formaba parte de sus costas.

## Demografía
| Gráfica de evolución demográfica de L'Étang-Salé entre 1961 y 2013 |
|                                                                    |

Fuente: Insee

## Comunas limítrofes
| Noroeste: Les Avirons  | Norte: Les Avirons | Noreste: Saint-Louis |
| Oeste: Les Avirons     |                    | Este: Saint-Louis    |
| Suroeste Océano Índico | Sur: Océano Índico | Sureste: Saint-Louis |

## Ciudades hermanadas
- Las Escaldas-Engordany,  Andorra